# Стадион Рудолф Иловски

Стадион Илофски Рудолф (мађ. Illovszky Rudolf Stadion), је стадион у Анђалфелду, Будимпешта Мађарска. Стадион отворен 2019. године, са капацитетом од 5.054 места, служио као домаћи терен ФК Вашашу. Овај стадион је отворен 2019. године и заменио стари Стадион Илофски Рудолф (1960).

## Историјат клуба
Стадион је отворен 5. јула 2019. године. Првиа одиграна утакмица је била између ФК Вашаша и ФК ДАК 1904 Дунајска Стреда. Први интернационални сусрет је одигран 11. јула 2019. године између ФК Вашаша и ФК Жалгириса, у оквиру квалификационе фазе УЕФА Лига Европе.

## Галерија
- Стадион Иловски Рудолф